# Aide-mémoire pour Cécile
Aide-mémoire pour Cécile est un roman de Bernard-G. Landry publié en 1960 aux éditions Denoël et ayant reçu le prix des Deux Magots la même année.

## Éditions
- Aide-mémoire pour Cécile, éditions Denoël, 1960.